# Поздняков, Евгений Михайлович
Поздняков Евгений Михайлович (9 июля 1923, Петроград, СССР — 1991, Ленинград, СССР) — советский художник, живописец, декоратор, член Ленинградской организации Союза художников РСФСР.

## Биография
Поздняков Евгений Михайлович родился 9 июля 1923 года в Петрограде в рабочей семье. В 1933-1937 годах параллельно с учёбой в средней школе занимался в студии Ленинградского Дворца пионеров у Горкевич Б. В. и Тихомировой Е. В. В 1937 году на городском конкурсе юных дарований Поздняков был отмечен премией, а его работа «Партизаны у костра» напечатана в журнале «Юный художник». В 1938-1939 занимался в Средней художественной школе при Всероссийской Академии художеств у Владимира Горба. В 1939-1941 работал художником-портретистом в портретной мастерской товарищества Ленизо, размещавшейся на Невском проспекте в доме № 16.
В июле 1941 был призван в РККА. Воевал на Ленинградском фронте, участник боёв на Ораниенбаумском плацдарме, сначала в качестве пулемётчика 98 стрелковой дивизии, затем 2-го зенитно-пулемётного полка. 14 января 1944 года был тяжело ранен, по август 1944 находился в госпиталях на излечении. После выздоровления воевал в частях Ленинградского фронта в должности зенитного пулемётчика. В январе 1946 был зачислен на сверхсрочную службу в 176 зенитно-артиллерийский полк. Демобилизовался в 1948 в звании младшего сержанта, командира 85 мм зенитного орудия 1176 зенитно-артиллерийского полка. Награждён медалями "За оборону Ленинграда" (1942), "За боевые заслуги" (1944), "За победу над Германией" (1945).
После демобилизации в 1948 году поступил на факультет декоративно-монументального искусства ленинградского Высшего художественно-промышленного училища. Занимался у Ивана Степашкина, Глеба Савинова, Петра Бучкина. В 1955 окончил ЛВХПУ, представив дипломную работу — многофигурный декоративный фриз «Строители коммунизма» для фойе концертного зала Калининского райсовета Ленинграда, исполненный в технике гризайль.
После окончания учёбы в 1955-1957 гг. занимался реставрацией живописи и памятников архитектуры. В 1957-1961 Поздняков работал в творческой мастерской КЖОИ ЛОХФ, писал пейзажи для реализации через художественные салоны и выполнял творческие заказы на портреты.  С 1961 года и до конца жизни работал в художественно-оформительской мастерской № 2, где занимался проектированием и выполнением музейных и выставочных экспозиций. При его участии были выполнены экспозиции музеев здравоохранения в Ленинграде и Караганде, мемориальных музеев И. П. Павлова в Ленинграде, Колтушах, Рязани.
Одновременно Поздняков работал творчески, участвовал в выставках с 1965, экспонируя свои работы вместе с произведениями ведущих мастеров изобразительного искусства Ленинграда. Ведущим жанром в его творчестве стал пейзаж-картина, главной темой — живописные окрестности Малоярославца и Красного Холма. Поздняков тяготел к панорамным пейзажам с широким охватом пространства, с изображением множества ясно читаемых планов. Использовал разнообразную фактуру письма. В стилистическом отношении опирался на опыт русской пейзажной живописи конца XIX – начала XX века. В 1985 году был принят в члены Ленинградской организации Союза художников РСФСР.
Среди произведений, созданных Поздняковым, картины «Набережная в Рыбинске» (1957), «Зимний вечер в Малоярославце» (1958), «Дворик в Малоярославце», «Пионы», «Большая вода» (все 1959), «На Юкковских холмах» (1967), «Весенний мотив. Юкки» (1968), «Дождливый день в Терентьево», «Сумерки в Константиново» (обе 1979), «Свежий день на озере Имандра» (1981), «Большая вода в Малоярославце» (1984), «Весенний разлив в Малоярославце», «Апрель в Юкках» (обе 1985) и другие.
Скончался в 1991 году в Ленинграде.
Произведения Е. М. Позднякова находятся в музеях и частных собраниях в России, Германии, Великобритании, США и других странах.

## Выставки
- 1978 год (Ленинград): Осенняя выставка произведений ленинградских художников.
- 1979 год (Ленинград): Выставка произведений художников - ветеранов Великой Отечественной войны.
- 1985 год (Ленинград): 40 лет Великой победы. Выставка произведений художников - ветеранов Великой Отечественной войны.
- 1987 год (Ленинград): Выставка произведений художников - ветеранов Великой Отечественной войны.
- 1994 год (Петербург): Этюд в творчестве ленинградских художников 1940-1980 годов.
- 1995 года (Петербург): Лирика в произведениях художников военного поколения. Живопись. Графика.
- 1996 год (Петербург): Живопись 1940-1990 годов. Ленинградская школа.
- 1997 года (Санкт-Петербург): Натюрморт в живописи 1950-1990 годов. Ленинградская школа.